# Collide (Duo)
Collide ist ein US-amerikanisches Trip-Hop-/Synth-Rock-Duo, das unter anderem durch Danny Carey von der Gruppe Tool auf dem Album Some Kind of Strange (2003) unterstützt wurde.

## Bandgeschichte
Statik veröffentlichte bereits 1988 eine Solo-EP. Seine Partnerin kaRIN traf er zum ersten Mal in einem Nachtclub. Nachdem sich die beiden besser kennengelernt hatten, wollten sie zusammen Musik machen. Zu diesem Zweck gründeten sie die Band Collide. Während Statik für die Musik zuständig ist, kümmert sich kaRIN um den Gesang und die Texte.
Das erste Demo The Crimson Trial erschien 1995. Das Debütalbum Beneath the Skin erschien in zwei Versionen, davon eine für den europäischen Markt, die zunächst nur als Import erhältlich war. Später folgte eine Version für den amerikanischen Markt, die jedoch eine andere Titelliste hatte. Den amerikanischen Vertrieb übernahm Cargo Records, während die deutsche Version von SPV vertrieben wurde. 1998 erschien das Remix-Album Distort. Für die Alben wurden teilweise Gastmusiker engagiert.
Das Duo veröffentlichte ab dem 2000er Werk Chasing the Ghost alle weiteren Alben auf ihrer eigenen Plattenfirma Noiseplus Music. Dort erschien auch das Projekt The Secret Meeting, welches Statik und kaRIN zusammen mit Dean Garcia von Curve gründeten.
2009 erschien These Eyes before, eine Cover-CD, auf der unter anderem die bekannten Lieder Creep von Radiohead und Space Oddity von David Bowie zu hören sind.
Das Duo ist neben den offiziellen Projekten auch für die Programmings auf Tools Undertow und Lateralus verantwortlich. Ebenso sind auf ihren Remix-Alben diverse namhafte Künstler wie Charlie Clouser vertreten.
Im Verlauf der Diskografie ist ein deutlicher Trend von der anfangs noch sehr electro-geprägten Musik hin zu einem vielschichtigeren, rockigeren Musikstil zu erkennen. Erklärbar ist das durch die zunehmende Zusammenarbeit mit Gastmusikern wie dem Schlagzeuger Danny Carey von Tool oder dem Gitarristen Scott Landes der US-Rockband Mankind is Obsolete.

## Musikstil
Das Duo vermischt Elemente aus Trip-Hop, Dark Wave und Techno. Gleichzeitig bedienen sie sich aus der Musik des Nahen Ostens. Textlich bedienen sie sich bei den Erzählungen aus Tausendundeine Nacht.

## Diskografie

### Alben
- 1997: Beneath the Skin
- 1998: Distort (Rerelease 2006)
- 2000: Chasing the Ghost
- 2003: Some Kind of Strange
- 2004: Vortex
- 2005: Live At El Rey (Livealbum)
- 2008: Two Headed Monster
- 2009: These Eyes Before ("10 classic, amazing songs, all done with that Collide twist")
- 2011: Counting To Zero
- 2012: Bent and Broken
- 2017: Color of Nothing

### Singles und EPs
- 1996: Skin
- 1996: Deep – Violet’s Dance
- 2007: Shiver X (The Secret Meeting)
- 2007: Shooting Laser Beams (The Secret Meeting)
- 2008: Not Forgotten (Download-Veröffentlichung)

### Demos
- 1994: Violet’s Dance
- 1995: The Crimson Trial

### DVDs
- 2005: Like the Hunted